# Hunter Parrish
Pour les articles homonymes, voir Parrish.
Hunter Parrish, né le 13 mai 1987 à Richmond, en Virginie aux États-Unis, est un acteur et chanteur américain.

## Biographie
Hunter Parrish est né à Richmond, Virginie. Sa mère, Annie Parrish, est éducatrice d’enfants autistes et son père, Bruce Tharp, est ingénieur.  À 5 ans il déménage à Dallas au Texas où il grandit puis déménage en Californie pour commencer sa carrière d'acteur. En 2007, il est sorti diplômé de la Plano Senior High School et de la Texas Tech University Independent School District.
Fiancé depuis décembre 2014 à Kathryn Wahl, il se marie le 13 septembre 2015 à San Luis Obispo en Californie.

## Carrière
Il est connu pour jouer Silas Botwin dans la série télévisée Weeds de la chaîne Showtime, ainsi que pour ses apparitions dans plusieurs films hollywoodiens. Il fut très longtemps en tête de liste pour interpréter le rôle de Peeta Mellark, héros de la saga littéraire The Hunger Games de Suzanne Collins. C'est finalement Josh Hutcherson - avec lequel il a déjà partagé l'affiche - qui obtint le rôle tant convoité.
Au cours de l'année 2012, son nom circulait pour l'interprétation d'un autre personnage de l'adaptation cinématographique du deuxième tome de la saga The Hunger Games, Catching Fire : Finnick Odair. Dans de nombreuses interviews accordées pendant la promotion de son EP, Hunter a déclaré être très emballé par le rôle mais qu'il ne se faisait pas trop d'illusions étant donné la perte du rôle de Peeta au profit de Josh Hutcherson, l'année précédente. Après des mois de suspens, le rôle de Finnick a été attribué à Sam Claflin.
À l'occasion de la fin de la Saga Twilight, l'acteur Michael Welch a déclaré sur son compte Twitter avoir passé l'audition pour le rôle de Mike Newton, l'ami humain et amoureux de Bella Swan, en même temps que Hunter. Il a dit avoir affirmé à la réalisatrice Catherine Hardwicke que s'il s'avérait qu'elle préférait Hunter pour ce rôle, il en serait ravi, très fan du travail de son collègue. Malgré tout, c'est Michael qui décrocha le rôle.
Doué pour le chant, il a tenu pendant un temps le rôle de Melchior Gabor dans le spectacle de Broadway Spring Awakening. En 2011, il s'est vu attribuer le rôle de Jesus dans la comédie musicale mythique américaine Godspell. Les premières représentations ont débuté en octobre 2011 puis il a quitté la comédie musicale en avril 2012 à cause du début du tournage de la dernière saison de Weeds.
En 2012 il sort son premier EP de six chansons intitulé Guessing Games d'abord vendu dans le Circle in the Square Theatre (où est joué la comédie musicale Godspell) avant d'être commercialisé sur les plateformes de téléchargement légales.
En août, sort son premier clip vidéo de Sitting at Home.

## Filmographie

### Cinéma
| Année | Titre                   | Rôle          | Commentaires |
| ----- | ----------------------- | ------------- | ------------ |
| 2004  | Pyjama Party            | Lance Gregory |              |
| 2005  | Steal Me                | Tucker        |              |
| 2005  | Premonition             | Charlie       |              |
| 2005  | Down in the Valley      | Kris          |              |
| 2006  | Camping-car             | Earl Gornicke |              |
| 2007  | Écrire pour exister     | Ben Samuels   |              |
| 2009  | 17 ans encore           | Stan          |              |
| 2009  | Paper Man               | Bryce         |              |
| 2009  | Pas si simple           | Luke Adler    |              |
| 2012  | Disparue                | Trey          |              |
| 2015  | Still Alice             | Tom Howland   |              |
| 2017  | Mon Ex beau-père et moi | Kip           |              |

### Télévision
| Année     | Titre                         | Rôle                        | Commentaires          |
| --------- | ----------------------------- | --------------------------- | --------------------- |
| 2003      | Le Protecteur                 | Hank                        |                       |
| 2005      | Summerland                    | Tracy Hart                  |                       |
| 2005      | Les Experts                   | Jeremy McBride              |                       |
| 2005–2012 | Weeds                         | Silas Botwin                | Saison 1 à 8          |
| 2006      | Dernier Recours               | Kevin Rounder               |                       |
| 2006      | Close to Home : Juste Cause   | Jay Stratton                |                       |
| 2006      | Campus Ladies                 | Étudiant                    |                       |
| 2007      | New York, unité spéciale      | Jordan Owens                | saison 8, épisode 18  |
| 2010      | Batman : L'Alliance des héros | Kid Flash, Geo-Force (voix) |                       |
| 2011      | Pound Puppies(en)             | Tundra (voix)               |                       |
| 2013-2014 | The Good Wife                 | Jeffrey Grant               | Saison 5 (3 épisodes) |
| 2014      | Following                     | Kyle                        | Saison 3              |
| 2015      | Hand of God                   | Josh                        |                       |
| 2016      | Good Girls Revolt             | Douglas Rhodes              |                       |
| 2017      | Quantico                      | Clayton Haas                | Saison 2              |
| 2020      | Ratched                       | Andrews                     | 2 épisodes            |
| 2023      | The Other Black Girl          | Owen                        |                       |